# Epanodos
Die Epanodos (altgriech.: ἐπάνοδος; lat.: regressio, reversio) ist eine rhetorische Figur, die die Satzglieder zweier Sätze oder Teilsätze über Kreuz anordnet; die Besonderheit der Epanodos ist die Wiederkehr der verwendeten Worte in umgekehrter – chiastischer – Reihenfolge, wobei im Gegensatz zur Antimetabole die Bedeutung nicht verändert wird. Die Redefigur erhöht die Nachdrücklichkeit der Aussage.

## Beispiele
„Ihr seid müßig, müßig seid ihr.“

„Das Ende kommt, es kommt das Ende.“